# Luca Lezzerini
Luca Lezzerini (Roma, 24 marzo 1995) è un calciatore italiano, portiere della Fiorentina.

## Biografia
È nato a Roma pur crescendo successivamente a Rieti, dal 2012 è seguace della cultura Straight Edge dopo essere stato ispirato dal wrestler statunitense CM Punk. È noto per aver partecipato ad entrambe le stagioni del docu-reality di MTV Calciatori - Giovani speranze, quando indossava la maglia della Primavera della Fiorentina.

## Caratteristiche tecniche
Portiere reattivo tra i pali, dotato di ottimi riflessi a cui abbina senso della posizione ed eccellenti mezzi fisici ed efficace nelle uscite, sia alte che basse.
Interpreta il proprio ruolo in maniera moderna; non limita il proprio raggio d'azione all'area di rigore, ma agisce da libero aggiunto, costruendo il gioco dalle retrovie.

## Carriera
Cresciuto nei settori giovanili del Club Roma Rieti e successivamente del Rieti, viene notato e ingaggiato dalla Lazio all'età di 12 anni. Nel 2009 viene ingaggiato dalla Fiorentina che nonostante la giovanissima età lo aggrega nella squadra Primavera, dopo due stagioni in cui occupava il ruolo di vice diventa il portiere titolare e lo sarà dal 2011 al 2014, quando sarà aggregato in pianta stabile alla prima squadra, ma già nella stagione 2013-2014 occupava il ruolo di terzo portiere venendo convocato in 7 occasioni. 
Nell'estate del 2014 effettua un provino col Manchester Utd non superandolo.
Ha debuttato il 1º novembre 2015 subentrando al 71' a Ciprian Tătărușanu a seguito dell'infortunio accorso a quest'ultimo, in occasione dell'incontro di Serie A vinto 4-1 contro il Frosinone. Il 24 novembre 2016 ha esordito anche in UEFA Europa League disputando da titolare il match perso 3-2 contro il PAOK.
L'anno successivo gioca solo due partite (una in campionato e una in Europa League), prima di venire ceduto in prestito con diritto di riscatto fissato a 450.000 euro all'Avellino il 18 gennaio 2017. Impiegato solamente in un'occasione, al termine della stagione è stato acquistato a titolo definitivo dal club irpino.
Dopo aver disputato tutti i 42 incontri nella stagione 2017-2018, la prima in cui risulta titolare tra i professionisti e la Lega Serie B lo inserisce al quarto posto tra i migliori portieri, il 19 luglio firma un contratto triennale con il Venezia, che versa nelle casse irpine 900.000 euro.
Il 4 agosto il Venezia e la Juventus si accordano attraverso un pagamento di 100.000 euro per un preaccordo per una futura rivendita/cessione. Il contratto prevede che la Juventus possa acquistare il calciatore in qualsiasi momento nei prossimi dieci anni versando nelle casse venete 10 milioni di euro e in caso di cessione anticipata ad un altro club, che andrebbe ad annullare tale accordo, la Juventus avrà diritto ad un "rimborso" di 300.000 euro.
Nella prima stagione gioca poche partite a causa di un infortunio alla spalla, che lo costringerà ad un'operazione. In quella successiva è titolare della squadra veneta venendo inserito al termine del campionato dalla Lega Serie B tra i migliori portieri del campionato. Durante la terza riporta vari problemi al ginocchio che lo costringono a saltare una ventina di partite. Col Venezia ottiene la promozione in Serie A attraverso i play-off (che non gioca) e pochi giorni dopo rinnova il contratto fino al 2024. In massima serie gioca solo 6 partite a causa di molteplici problemi fisici (uno di questi lo ha costretto a concludere la sua stagione già a febbraio).
Il 30 giugno 2022 viene ceduto per 500.000 euro (300.000 euro finiscono alla Juventus) al Brescia. Il 14 agosto, in Brescia-Südtirol (2-0), gara di esordio del campionato, para un rigore a Simone Mazzocchi. Nonostante il girone d'andata come titolare, a partire dalla sconfitta esterna con il Südtirol (1-0), gli viene prefererito da Lorenzo Andrenacci. Nella stagione successiva, ritrova la titolarità e, alla seconda giornata, para un rigore nel finale di Lecco-Brescia (0-2), garantendosi il secondo clean sheet consecutivo. Avvia la stagione al meglio con una serie di quattro partite consecutive senza subire gol, interrotta all'ottava giornata, in Brescia-Ascoli (1-1). Il 18 dicembre, al termine di Brescia-Como (2-0), rimedia una lussazione al gomito destro, tornando in campo nel successo esterno sul Cosenza (1-2) del 1° aprile 2024 e riconfermandosi titolare fino al termine della stagione. Nella sua terza annata a Brescia totalizza 38 presenze su 40 disponibili tra campionato e Coppa Italia, per un totale di 80 presenze e 102 gol subiti con le Rondinelle, svincolandosi al termine della stagione a causa del fallimento della società.
Il 1° agosto 2025 ritorna alla Fiorentina dopo 8 anni, firmando un contratto valido fino al 2028.

## Statistiche

### Presenze e reti nei club
Statistiche aggiornate al 1° agosto 2025.
| Stagione          | Squadra           | Campionato        | Campionato | Campionato | Coppe nazionali | Coppe nazionali | Coppe nazionali | Coppe continentali | Coppe continentali | Coppe continentali | Altre coppe | Altre coppe | Altre coppe | Totale | Totale |
| Stagione          | Squadra           | Comp              | Pres       | Reti       | Comp            | Pres            | Reti            | Comp               | Pres               | Reti               | Comp        | Pres        | Reti        | Pres   | Reti   |
| ----------------- | ----------------- | ----------------- | ---------- | ---------- | --------------- | --------------- | --------------- | ------------------ | ------------------ | ------------------ | ----------- | ----------- | ----------- | ------ | ------ |
| 2015-2016         | Fiorentina        | A                 | 2          | -3         | CI              | 0               | 0               | UEL                | 0                  | 0                  | -           | -           | -           | 2      | -3     |
| 2016-gen. 2017    | Fiorentina        | A                 | 1          | 0          | CI              | 0               | 0               | UEL                | 1                  | -3                 | -           | -           | -           | 2      | -3     |
| gen.-giu. 2017    | Avellino          | B                 | 1          | -4         | CI              | -               | -               | -                  | -                  | -                  | -           | -           | -           | 1      | -4     |
| 2017-2018         | Avellino          | B                 | 20         | -33        | CI              | 0               | 0               | -                  | -                  | -                  | -           | -           | -           | 20     | -33    |
| Totale Avellino   | Totale Avellino   | Totale Avellino   | 21         | -37        |                 | 0               | 0               |                    | -                  | -                  |             | -           | -           | 21     | -37    |
| 2018-2019         | Venezia           | B                 | 4          | -6         | CI              | 1               | -1              | -                  | -                  | -                  | -           | -           | -           | 5      | -7     |
| 2019-2020         | Venezia           | B                 | 34         | -33        | CI              | 2               | -4              | -                  | -                  | -                  | -           | -           | -           | 36     | -37    |
| 2020-2021         | Venezia           | B                 | 21         | -18        | CI              | 0               | 0               | -                  | -                  | -                  | -           | -           | -           | 21     | -18    |
| 2021-2022         | Venezia           | A                 | 6          | -9         | CI              | 2               | -3              | -                  | -                  | -                  | -           | -           | -           | 8      | -12    |
| Totale Venezia    | Totale Venezia    | Totale Venezia    | 65         | -66        |                 | 5               | -8              |                    | -                  | -                  | -           | -           | -           | 70     | -74    |
| 2022-2023         | Brescia           | B                 | 16         | -24        | CI              | 0               | 0               | -                  | -                  | -                  | -           | -           | -           | 16     | -24    |
| 2023-2024         | Brescia           | B                 | 25+1       | -25 + -4   | -               | -               | -               | -                  | -                  | -                  | -           | -           | -           | 26     | -29    |
| 2024-2025         | Brescia           | B                 | 37         | -48        | CI              | 1               | -1              | -                  | -                  | -                  | -           | -           | -           | 38     | -49    |
| Totale Brescia    | Totale Brescia    | Totale Brescia    | 78+1       | -97 + -4   |                 | 1               | -1              |                    | -                  | -                  | -           | -           | -           | 80     | -102   |
| 2025-2026         | Fiorentina        | A                 | -          | -          | CI              | -               | -               | UECL               | -                  | -                  | -           | -           | -           | -      | -      |
| Totale Fiorentina | Totale Fiorentina | Totale Fiorentina | 3          | -3         |                 | 0               | 0               |                    | 1                  | -3                 |             | -           | -           | 4      | -6     |
| Totale carriera   | Totale carriera   | Totale carriera   | 168        | -207       |                 | 6               | -9              |                    | 1                  | -3                 |             | -           | -           | 175    | -219   |

## Palmarès

### Competizioni giovanili
- Supercoppa Primavera: 1

Fiorentina: 2011